# Nils Landgren (bobbista)
Nils Landgren (Kalmar, 19 agosto 1923 – Lidingö, 15 novembre 2002) è stato un bobbista svedese.

## Biografia
Attivo negli anni 50, viene ricordato come vincitore di una medaglia di bronzo ai campionati mondiali, ottenuta nel bob a quattro a Garmisch-Partenkirchen 1953, insieme ai suoi connazionali Kjell Holmström, Walter Aronsson e Jan Lapidoth, superati dalla nazionale statunitense condotta da Lloyd Johnson (medaglia d'oro) e da quella tedesca pilotata da Anderl Ostler (argento).
Prese inoltre parte alle Olimpiadi di Oslo 1952, classificandosi al 15º posto nel bob a due e al 6º nel bob a quattro.

## Palmarès

### Mondiali
- 1 medaglia:
  - 1 bronzo (bob a quattro a Garmisch-Partenkirchen 1953).